# José, Príncipe do Brasil
D. José Francisco Xavier de Paula Domingos António Agostinho Anastácio de Bragança (Lisboa, 21 de agosto de 1761 – Lisboa, 11 de setembro de 1788) foi o filho primogénito da Rainha D. Maria I e de seu consorte, D. Pedro III.

## Primeiros anos
Nascido no Palácio da Ajuda, em Lisboa, D. José foi titulado Príncipe da Beira por seu avô materno ao nascer, tornando-se o primeiro homem a receber tal título. Ele era o herdeiro aparente de sua mãe, então titulada Princesa do Brasil e proclamada herdeira da coroa portuguesa.
Teve os títulos de 8.º Príncipe do Brasil, 2.º Príncipe da Beira, 14.º Duque de Bragança, 8.º Duque de Barcelos, 13.º Marquês de Vila Viçosa, 21.º Conde de Barcelos, 18.º Conde de Ourém, 15.º Conde de Arraiolos e 15.º Conde de Neiva.

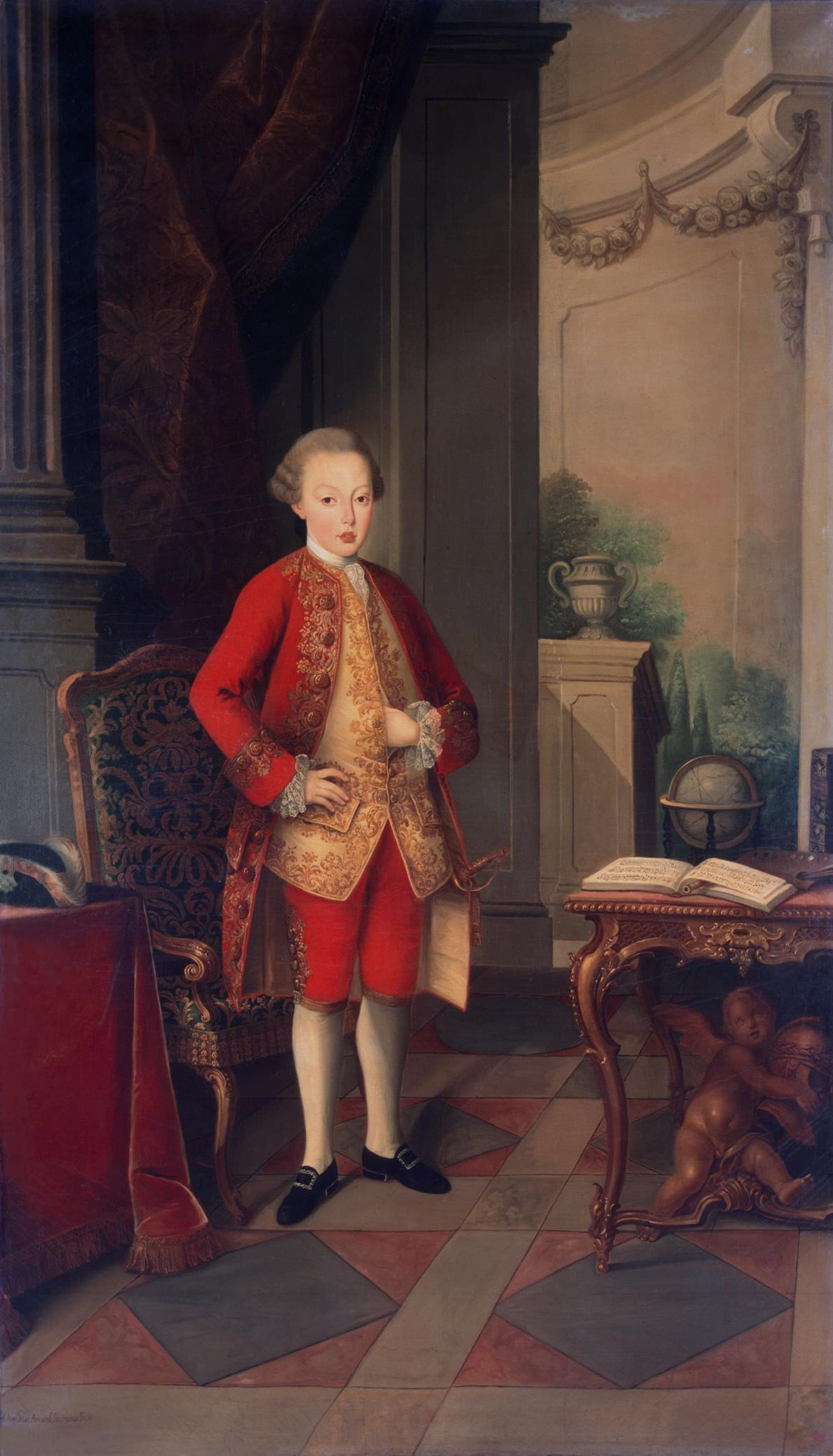
José aos 12 anos, retrato por Miguel António do Amaral, c. 1773

Foi educado por tutores. Indicados pelo seu avô rei, D. José I, em 7 de dezembro de 1768, como seu confessor Frei Manuel do Cenáculo e para instrutor de leitura e escritura, António Domingues do Paço.

## Casamento e vida

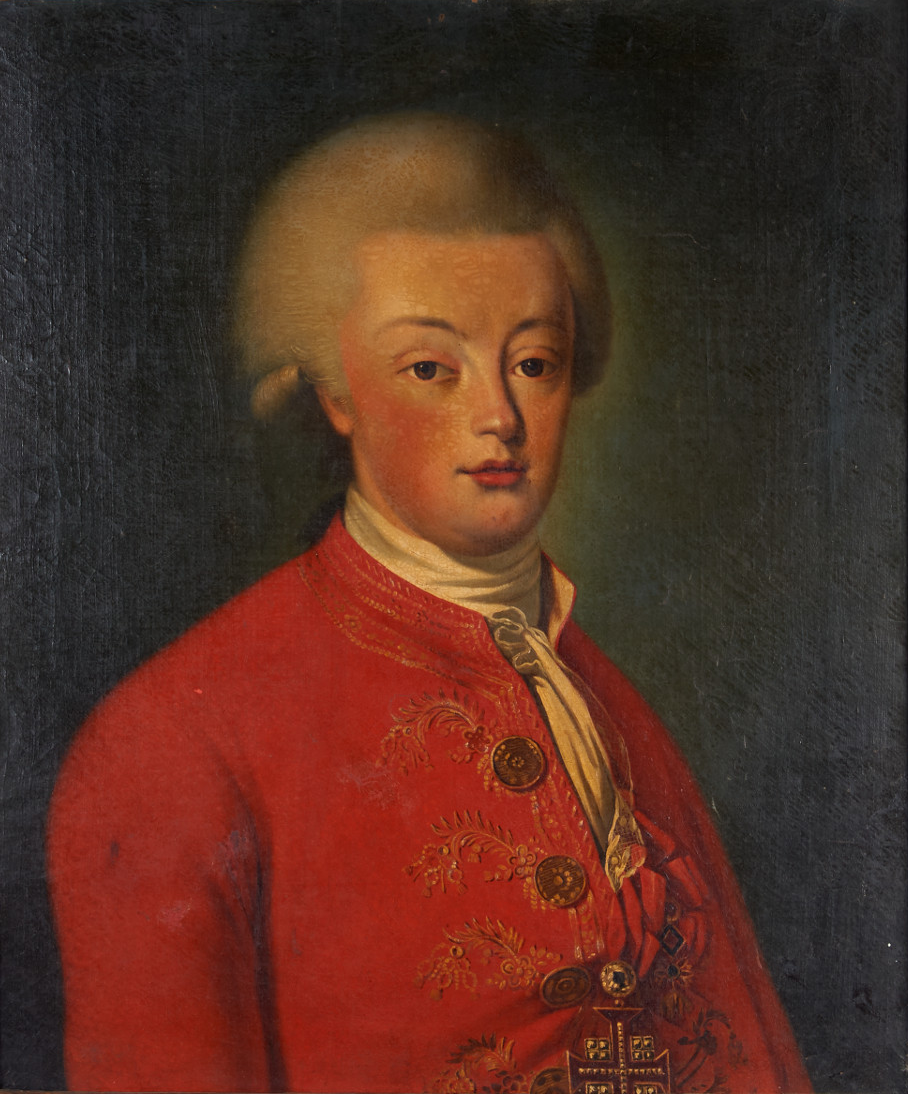
D. José, Príncipe do Brasil.

No dia 21 de fevereiro de 1777, em Lisboa, D. José desposou a sua tia materna mais nova, a Infanta Maria Francisca Benedita (1746–1829). Na época, ele tinha quinze anos de idade e sua noiva, trinta. Benedita era uma mulher atraente e a principal candidata para José. O casamento era desejo expresso do Rei D. José, que se encontrava doente e a morrer. Não houve descendência deste casamento, apenas dois abortos espontâneos em 1781 e em 1786.
Três dias depois do casamento, D. José I, seu avô e pai de sua esposa, faleceu, e sua mãe ascendeu ao trono. D. José, como novo príncipe herdeiro da coroa, tornou-se Príncipe do Brasil e o 14.° Duque de Bragança.
Era membro da Maçonaria.

## Morte e legado
O Príncipe D. José faleceu prematuramente de varíola em Lisboa, aos 27 anos. Encontra-se sepultado no Panteão dos Braganças, em São Vicente de Fora, tendo a sua morte contribuído para a "loucura" da sua mãe, a Rainha. O seu irmão menor D. João tornou-se o herdeiro da coroa e, mais tarde, rei de Portugal, com o nome de João VI de Portugal.
Construído no Brasil entre 1750 e 1777, o Real Forte Príncipe da Beira foi nomeado em sua homenagem.
D.Maria Benedita de Bragança seria conhecida como "Princesa Viúva do Brasil" até sua morte aos 83 anos de idade, em 1829.